# Ekonazolnitrat

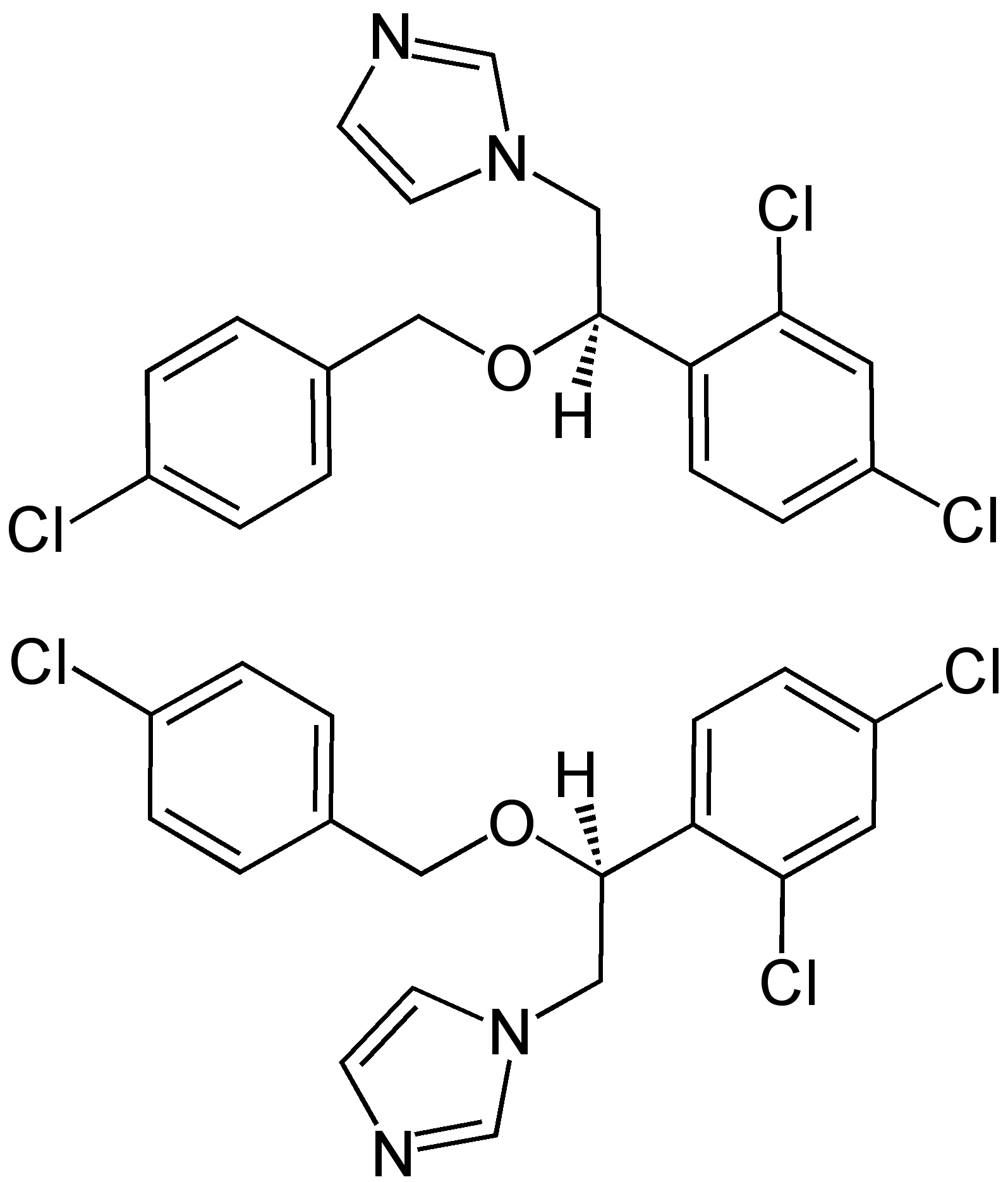
Strukturformel

Ekonazolnitrat är ett svampmedel, den aktiva substansen i preparatet Pevaryl vilket är ett vanligt förekommande medel mot olika mänskliga svampinfektioner. Ekonazolnitrat förändrar genomsläppligheten i känsliga svampcellers cellväggar, vilket i sin tur försvagar och slutligen dödar cellen. Detta genom att gripa in i ergosterolsyntesen. 